# ميكيلي مورو
ميكيلي مورو (بالإنجليزية: Michele Morrow)‏ هي ممثلة أمريكية، ولدت في 19 مارس 1978 في الولايات المتحدة.

## وصلات خارجية
- ميكيلي مورو على موقع IMDb (الإنجليزية)
- ميكيلي مورو على موقع قاعدة بيانات الفيلم (الإنجليزية)